# Barnabé Delarze
Barnabé Delarze (Lausana, 30 de junio de 1994) es un deportista suizo que compite en remo.
Ganó una medalla de plata en el Campeonato Mundial de Remo de 2018 y tres medallas en el Campeonato Europeo de Remo entre los años 2017 y 2020. Además, obtuvo una medalla de plata en el Campeonato Mundial de Remo en Sala de 2000.
Participó en dos Juegos Olímpicos de Verano, ocupando el séptimo lugar en Río de Janeiro 2016 (cuatro scull) y el quinto en Tokio 2020 (doble scull).

## Palmarés internacional
| Campeonato Mundial | Campeonato Mundial       | Campeonato Mundial | Campeonato Mundial |
| Año                | Lugar                    | Medalla            | Prueba             |
| ------------------ | ------------------------ | ------------------ | ------------------ |
| 2018               | Plovdiv (Bulgaria)       | Medalla de plata   | Doble scull        |
| Campeonato Europeo |                          |                    |                    |
| Año                | Lugar                    | Medalla            | Prueba             |
| 2017               | Račice (República Checa) | Medalla de bronce  | Doble scull        |
| 2019               | Lucerna (Suiza)          | Medalla de plata   | Doble scull        |
| 2020               | Poznań (Polonia)         | Medalla de plata   | Doble scull        |

| Campeonato Mundial | Campeonato Mundial | Campeonato Mundial | Campeonato Mundial |
| Año                | Lugar              | Medalla            | Prueba             |
| ------------------ | ------------------ | ------------------ | ------------------ |
| 2020               | París (Francia)    | Medalla de plata   | 2000 m             |